# Barbara Szabat
Barbara Szabat (ur. 7 listopada 1934 w Radomiu, zm. 1 czerwca 2025) – polska historyk, doktor habilitowany nauk humanistycznych.

## Życiorys
W 1952 roku ukończyła Liceum Ogólnokształcące im. Marii Konopnickiej w Radomiu. W latach 1952–1957 odbyła studia z zakresu historii na Odeskim Uniwersytecie Państwowym im. Ilji Miecznikowa. Doktoryzowała się w 1979 roku w Wyższej Szkole Pedagogicznej w Krakowie. Stopień naukowy doktora habilitowanego uzyskała w 1995 roku na Uniwersytecie Marii Curie-Skłodowskiej w Lublinie w oparciu o rozprawę Walka o szkołę polską w okresie rewolucji 1905–1907 r. w guberni kieleckiej.
Po ukończeniu studiów przez dwa lata była starszym instruktorem w wojewódzkim zarządzie Towarzystwie Przyjaźni Polsko-Radzieckiej. Od 1959 do 1960 pracowała jako świetliczanka w Technikum Ekonomicznym w Kielcach. W latach 60. była nauczycielką w Studium Nauczycielskim w tym mieście (pełniła funkcję wicedyrektora). W 1971 roku podjęła pracę w Wyższej Szkole Nauczycielskiej w Kielcach, przekształconej następnie w Wyższą Szkołę Pedagogiczną i Akademię Świętokrzyską. Początkowo zatrudniona była na stanowisku starszego asystenta, a później starszego wykładowcy, adiunkta i profesora nadzwyczajnego. Trzykrotnie była wicedyrektorem Instytutu Historii (1979–1980, 1981–1984 i 1994–1999), natomiast od 1980 do 1981 roku pełniła funkcję prodziekana Wydziału Humanistycznego.
Specjalizuje się w historii Polski przełomu XIX i XX wieku, historii wychowania, oświaty i kultury oraz rewolucji 1905 roku. Autorka publikacji w m.in.: „Roczniku Świętokrzyskim”, „Kieleckich Studiach Historycznych”, „Almanachu Historycznym”, „Biuletynie Żydowskiego Instytutu Historycznego” i „Studiach Historycznych”. Została odznaczona Złotym, Srebrnym i Brązowym Krzyżem Zasługi oraz Medalem Komisji Edukacji Narodowej. Otrzymała Nagrodę Miasta Kielce za 2011 rok.

## Wybrane publikacje
- Szkolnictwo początkowe Kielc i powiatu kieleckiego w latach 1864–1915, Kielce 1983
- Walka o szkołę polską w okresie rewolucji 1905–1907 w guberni kieleckiej, wyd. 2 popr. i uzup., Kielce 2001
- Kielce i kielczanie w czasie rewolucji 1905–1907 roku, Kielce 2009